# Prix d'État de l'URSS
Ne doit pas être confondu avec Prix d'État de la fédération de Russie.
Pour les articles homonymes, voir Staline (homonymie).

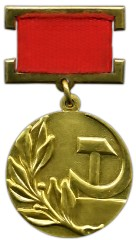
Médaille du Prix d'État de l'URSS.

Le prix Staline (en russe : Сталинская премия), appelé après la déstalinisation prix d'État de l'URSS (en russe : Государственная премия СССР), a été instauré par Staline en 1939 pour récompenser des mérites exceptionnels dans les domaines scientifique, littéraire, médical, artistique ou musical.
Chaque lauréat était gratifié d’une somme d’argent allant de 25 000 à 100 000 roubles pour les trois grades propres à chaque prix.
Un prix Staline international pour le maintien de la paix entre les peuples est également créé en 1949, avant d'être rebaptisé prix Lénine international pour la paix en 1956 (voir aussi prix Lénine et ordre de Lénine).

## Liste des récipiendaires

### Sciences

#### 1941
- Nikolaï Bourdenko : neurochirurgien
- Alexeï Chtchoussev : architecture
- Mikhaïl Gourevitch : ingénieur en aéronautique
- Alexandre Gourvitch : biologiste
- Alexandre Iakovlevitch Khintchine : mathématicien
- Andreï Kolmogorov : mathématicien
- Vassili Kouznetsov : ingénieur-sidérurgiste, pour l'élaboration de l'acier des marques spéciales Electrostal - 75, 262 et 184
- Dmitri Maksoutov : astronome
- Nikolaï Polikarpov : dessinateur dans l'aéronautique
- Nikolaï Semionov : physicien chimiste
- Sergueï Sobolev : mathématicien
- Mikhaïl Tchoumakov : pour le vaccin contre l'encéphalite à tiques

#### 1942
- Alexandre Alexandrov : mathématicien
- Boris Galerkine : génie militaire
- Ivan Gravé (en) : artillerie

#### 1943
- Ivan Knouniants (en) : chimiste
- Joseph Kotine : pour le projet SU-152
- Féodossi Krassovski
- Nikolaï Polikarpov : dessinateur dans l'aéronautique
- Sergueï Vavilov : physicien
- Iakov Zeldovitch : physicien (deuxième prix)
- Lina Stern : médecin

#### 1946
- Evgueni Fiodorov : géophyscien
- Pelagueïa Poloubarinova-Kotchina : mathématicienne
- Lazar Lusternik : mathématicien
- Dmitri Maksoutov : astronome (premier prix)
- Anatoli Maltsev : pour ses recherches sur le groupe de Lie (deuxième prix)
- Pavel Tcherenkov : physicien
- Sergueï Vavilov : physicien
- Luc Voïno-Iassenetski : pour ses recherches médicales
- Lev Zilber : virologue et immunologiste

#### 1947
- Grigori Eisenberg (ru) : conception d'antennes pour liaison faisceau hertzien
- Nikolaï Bogolioubov
- Mikhaïl Gourevitch : ingénieur en aéronautique
- Artem Mikoïan : ingénieur en aéronautique
- Lev Sergueïevitch Termen : système d'écoute Bourane

#### 1948
- Mikhail Gourevitch : ingénieur en aéronautique
- Vassili Iefanov (ru) pour le tableau Molotov près du mur du Kremlin
- Artem Mikoïan : ingénieur en aéronautique

#### 1949
- Mikhaïl Gourevitch : ingénieur en aéronautique
- Mikhaïl Kalachnikov : ingénieur de l’armement
- Leonid Kantorovitch : économiste et mathématicien
- Artem Mikoïan : ingénieur en aéronautique
- Iakov Zeldovitch : physicien (premier prix), spécialiste des ondes de détonations

#### 1950
- Alexeï Pogorelov (en) : mathématicien
- Dmitri Skobeltsyne (en) : physicien
- Ilia Vekoua : mathématicien

#### 1951
- Sergueï Vavilov : physicien
- Boris Vannikov : ingénieur nucléaire
- Iakov Zeldovitch : physicien (premier prix)

#### 1952
- Grigori Beï-Bienko : pour ses recherches sur les Acrididae
- Ivan Efremov : pour ses travaux sur la taphonomie et la chronologie géologique
- Féodossi Krassovski
- Dmitri Likhatchov : pour sa contribution au second volume de l'Histoire de la culture de Rus' de Kiev
- Pavel Tcherenkov : physicien
- Léon Theremin : électro-acoustique
- Sergueï Vavilov : physicien
- Nina Vedeneyeva, physicienne

#### 1953
- Nikolaï Bogolioubov : physicien
- Vitaly Ginzburg : physicien (premier prix)
- Isaak Khalatnikov : contribution au développement de RDS-6s et RDS-5
- Bruno Pontecorvo : physicien
- Iakov Zeldovitch : physicien (premier prix)
- Manfred von Ardenne : physicien

#### 1954
- Andreï Sakharov : physicien (premier prix)
- Ordinateur Strela (en): premier prix partagé (V. Alexandrov, Iou. Bazilevski, D. Joutchkov, I. Lyguine, G. Markov, B. Melnikov, G. Prokoudaïev, B. Rameïev, N. Troubnikov, A. Tsygankine, Iou. Chtcherbakov, L. Larionova[2])
- Igor Tamm : physicien
- Igor Kourtchatov : physicien

#### 1969
- Evgueni Fiodorov : géophysicien

#### 1974
- Kirill Stanioukovitch : physicien et astronome

#### 1978
- Nikolaï Tcherboukine : physicien

### Arts

#### 1941
- Grigori Alexandrov : pour les films Le Cirque et Volga, Volga
- Boris Babotchkine : pour le rôle dans le film Tchapaïev
- Amo Bek-Nazarov : réalisateur, pour le film Zangezur (1937)
- Nikolaï Bogolioubov : pour le rôle dans le film Le grand citoyen
- Amvrossi Boutchma : pour de grands mérites dans le domaine d'art dramatique
- Iouri Chaporine : cantate Dans la plaine de Koulikovo
- Nikolaï Chenguelaia : pour le film Elisso
- Mikhaïl Cholokhov : écrivain, pour le roman Le Don paisible
- Dmitri Chostakovitch : quintette avec piano
- Alexeï Chtchoussev : architecte, pour le projet d'Institut de Marx, Engels et Lénine de Tbilissi
- Mikhaïl Doller (en) : pour le film Souvorov (1940)
- Alexandre Dovjenko : film Chtchors (sur Nikolaï Chtchors)
- Alexeï Douchkine : pour le projet d'architecte de la station Dvorets Sovetov
- Natalia Doudinskaïa : pour sa contribution au ballet soviétique
- Isaac Dounaïevski : musique des films Circus et Volga-Volga
- Fiodor Fedorovski (ru) : pour la scénographie du spectacle Prince Igor
- Erast Garine : comédien, pour le rôle de Tarakanov dans le film Histoire musicale.
- Mikheil Gelovani : pour le rôle dans le film La Grande lueur
- Alexandre Guerassimov : pour le tableau Staline et Vorochilov au Kremlin
- Sergueï Guerassimov : pour le film L'Instituteur
- Uzeyir Hajibeyov : opéra Ker oghlu
- Vassili Iefanov (ru) pour le tableau Rencontre inoubliable (1938).
- Igor Ilinski : pour le rôle dans le film Volga, Volga
- Boris Iofane : pour le projet du pavillon de l'URSS à l'Exposition universelle de 1937
- Jamboul Jabayev : pour ensemble de poèmes divers[3]
- Alexeï Kapler : scénarios des films Lénine en octobre (1937) et Lénine en 1918 (1939)[4]
- Aram Khatchatourian : concerto pour violon et orchestre
- Ilya Kopaline : pour le film Sur le Danube (На Дунае)
- Olexandr Kornitchouk : pour les pièces Platon Krechet (1934) et Bogdan Khmelnitski (1939)
- Ivan Kozlovski : pour l'opéra Boris Godounov de Modeste Moussorgski
- Kandrat Krapiva : pour la pièce Qui rit le dernier (1939)
- Nikolaï Krioutchkov : acteur, pour le rôle dans le film Les Tractoristes
- Marina Ladynina : pour le rôle dans le film Les Tractoristes (1939)
- Olga Lepechinskaïa : pour la contribution au développement du ballet
- Boris Livanov : pour le rôle dans le film Minine et Pojarski (1939)
- Leonid Loukov : pour le film Une grande vie
- Serguei Merkurov : pour la statue de Lénine dans le Grand palais du Kremlin et la statue de Staline au Centre panrusse des expositions
- Nikolaï Miaskovski : symphonie no 21
- Vera Moukhina : pour le groupe sculpté L'ouvrier et la kolkhozienne
- Nikolaï Okhlopkov : pour les rôles dans les films Lénine en octobre et Lénine en 1918
- Lioubov Orlova : rôles dans Volga-Volga et Le Cirque
- Piotr Pavlenko : pour le scénario du film Alexandre Nevski
- Nikolaï Pogodine : pour la pièce L'Homme au fusil
- Vsevolod Poudovkine : pour les films Minine et Pojarski (1939) et Suvorov (1940)
- Sergueï Prokofiev
- Ivan Pyriev : pour le film Les Tractoristes
- Youli Raizman : pour le film La Dernière Nuit (1936)
- Mark Reizen : chanteur d'opéra, basse, pour les performances d'expression vocale
- Evgueni Samoïlov : pour le rôle principal dans le film Chtchors (1939)
- Marina Semenova : danseuse
- Dmitri Tchetchouline : pour le projet des stations Kievskaïa et Komsomolskaïa du métro de Moscou
- Alexis Nikolaïevitch Tolstoï : écrivain, Pierre Le Grand
- Alexandre Trifonovitch Tvardovski : écrivain
- Nikolaï Virta : pour le roman La Solitude (Одиночество, 1935)
- Alexandre Zgouridi : réalisateur
- Alla Tarassova : actrice[réf. nécessaire]

#### 1942
- Dmitri Chostakovitch : symphonie no 7
- Ilya Ehrenbourg : écrivain, pour le roman La Chute de Paris (1941)
- Viktor Eisymont : pour le film Les Amies du front
- Mikheil Gelovani : pour le rôle dans le film La Défense de Tsaritsyne
- Alexeï Gribov : pour le rôle de Vladimir Lénine dans le spectacle Les carillons du Kremlin
- Igor Ilinski : pour le rôle dans le spectacle Dans les steppes d'Ukraine
- Roman Karmen : pour le film Le Jour d'un nouveau monde
- Tikhon Khrennikov : musique du film La Porchère et le Berger
- Ilya Kopaline : pour le film La Défaite des armées allemandes devant Moscou (Разгром немецких войск под Москвой)
- Olexandr Kornitchouk : pour la pièce Dans les steppes de l'Ukraine (1941)
- Marina Ladynina : pour le rôle dans le film La Porchère et le Berger (1941)
- Boris Livanov : pour le rôle de matelot Rybakov dans le spectacle Le Carillon du Kremlin de Nikolaï Pogodine
- Samouil Marchak : pour les textes sur les affiches et caricatures de propagande
- Vera Maretskaïa : pour le rôle principal dans le spectacle Nadejda Dourova d'Alexandre Kotchetkov et Constantin Lipskerov
- Igor Moïsseïev : pour un travail exceptionnel dans le domaine de la danse folklorique
- Ivan Pyriev : pour le film La Porchère et le Berger (1941)
- Igor Savtchenko : pour le film Bogdan Khmenitski (1941)
- Constantin Simonov : pour la pièce de théâtre Le Garçon de notre ville (Парень из нашего города)
- Nikolaï Tikhonov : pour le recueil de poésies Kirov est avec nous (1941)
- Vassili Ian : écrivain pour son récit Genghis Khan

#### 1943
- Mukhtar Ashrafi : symphonie no 1 Héroïque
- Leonid Baratov : pour la mise en scène de l'opéra Emelian Pougatchev
- Vissarion Chebaline : quatuor à cordes no 5
- Faïna Chevtchenko : pour sa contribution à l'art dramatique pendant nombreuses années
- Xenia Derjinskaïa : chanteuse, pour sa contribution à l'art soviétique pendant nombreuses années
- Fiodor Fedorovski : pour la scénographie du spectacle d'opéra Emelian Pougatchev
- Evgueni Gabrilovitch : pour le scénario du film Machenka (1942)
- Alexandre Guerassimov : pour le tableau L'Hymne à l'Octobre
- Mikhaïl Issakovski : pour les chansons Katioucha, Et va savoir... etc.
- Nikolaï Joukov : pour les illustrations de l'album Marx et Engels
- Vassili Katchalov : pour les réalisations exceptionnelles dans le domaine de l'art théâtral
- Aram Khatchatourian : ballet Gayaneh
- Olexandr Kornitchouk : pour la pièce Front (1942)
- Féodossi Krassovski : astronome
- Eugène Lanceray : pour sa contribution à l'art soviétique
- Vera Moukhina : pour les sculptures des militaires soviétiques Bary Ioussoupov et Ivan Khijniak
- Alekseï Popov : pour la mise en scène du spectacle Davnym-davno d'Alexandre Gladkov
- Sergueï Prokofiev : sonate pour piano no 7
- Ivan Pyriev : pour le film Secrétaire de Raïkom (1942)
- Youli Raizman : pour le film Machenka (1942)
- Maxime Rylski : pour les poèmes Le Dit de ma mère, L’Étoile du monde, Un voyage vers la jeunesse
- Constantin Simonov : pour la pièce de théâtre Les Gens russes (Русские люди)
- Ruben Simonov : pour les rôles dans les spectacles Oleko Dundić et Cyrano de Bergerac
- Alexis Nikolaïevitch Tolstoï : écrivain, pour Le Chemin des tourments
- Wanda Wasilewska : écrivain, pour la nouvelle Arc-en-ciel (Tęcza)
- Alexandra Yablotchkina : actrice, pour la contribution exceptionnelle dans le domaine de l'art
- Rostislav Zakharov : pour la mise en scène de Guillaume Tell de Gioachino Rossini

#### 1946
- Mykola Bajan : écrivain, pour Les Jours de guerre (1945?)
- Rachid Behboudov : pour le rôle dans le film Arshin Mal Alan (1945)
- Matveï Blanter : pour les chansons Sous les étoiles des Balkans, Sur le chemin long, Ma Bien-Aimée, Dans la forêt près du front
- Nikolaï Bogolioubov : pour le rôle dans le spectacle Officier de la marine d'Alexandre Krohn
- Iouri Chaporine : pour l'oratorio The Story of the Struggle for the Russian Soil
- Faïna Chevtchenko : pour son rôle dans la pièce d'Alexandre Ostrovski Dernière victime
- Alexeï Chtchoussev : architecte, pour l'aménagement intérieur du Mausolée de Lénine
- Andriy Shtoharenko : symphonie Mon Ukraine
- Alexeï Diki : pour le rôle dans le film Koutouzov 1944
- Boris Doline : pour le film La Loi du grand amour (1945)
- Alexeï Douchkine : pour le projet d'architecte de la station Avtozavodskaïa
- Sergueï Eisenstein : réalisateur, pour le film Ivan le Terrible (partie 1)
- Iouri Chaporine : Histoire de la bataille pour la nation russe
- Alexandre Fadeïev : écrivain, pour La jeune garde
- Samuil Feinberg : concerto pour piano no 2
- Gara Garayev et Djovdat Hadjiyev : opéra La mère patrie
- Emil Gilels : pianiste
- Reinhold Glière : concerto pour voix et orchestre
- Boris Gorbatov : pour la nouvelle Les indomptés (1943)
- Nikolaï Golovanov : pour une série de concerts
- Alexeï Gribov : pour le rôle danas le spectacle Officier de la flotte de Alexandre Krohn
- Alexandre Guerassimov : pour le portrait de groupe d'artistes soviétiques
- Vassili Iefanov (ru) pour le tableau Staline, Vorochilov et Molotov au chevet de Maxime Gorki
- Avetik Issahakian : pour poèmes patriotiques écrits lors de la Seconde Guerre mondiale
- Dmitri Kabalevski : quatuor à cordes no 2
- Véniamine Kaverine : écrivain, pour le roman Les deux capitaines
- Aram Khatchatourian : symphonie no 2
- Tikhon Khrennikov : musique du film A 18 h après la guerre
- Iakoub Kolas : pour les poèmes Salar, Voix de la Terre, Vers l'Occident, À mon ami, Chemin autochtone, En mai, Chemin de la victoire
- Ilya Kopaline : pour le film Tchécoslovaquie libérée (Освобождённая Чехословакия)
- Elena Kouzmina : rôle dans le film L'Homme no 217 (1944)
- Boris Liatochinski : quintette avec piano "Ukrainien", opus 42 (1942)
- Marina Ladynina : pour le rôle dans le film Six heures du soir après la guerre (1944)
- Boris Lavrenev : pour la pièce Pour ceux qui sont en mer (1945)
- Leonid Lavrovski : pour les performances exceptionnelles dans le domaine de la chorégraphie
- Olga Lepechinskaïa : pour le rôle dans le ballet Cendrillon
- Mikhaïl Lozinski : traducteur
- Samouil Marchak : écrivain, pour le conte Douze mois (1943)
- Vera Maretskaïa : pour le rôle dans le film Elle défend sa Patrie (1943)
- Peretz Markish : écrivain
- Sulamith Messerer : chorégraphe de ballet
- Nikolaï Miaskovski : quatuor à cordes no 9 - concerto pour violoncelle
- Vera Moukhina : pour la sculpture d'Alexeï Krylov
- Vano Mouradeli : symphonie no 2
- Anatoli Novikov : pour les chansons Vasya-Vasiliok, Où un aigle déploie ses ailes, Les cinq balles
- Vera Panova : écrivain, pour Sputniki
- Gavriil Nikolaïevitch Popov : symphonie no 2
- Sergueï Prokofiev : symphonie no 5 - sonate pour piano no 8 - ballet Cendrillon
- Ivan Pyriev : pour le film À six heures du soir après la guerre (1944)
- Youli Raizman : pour le film documentaire Sur la question d'une trêve avec la Finlande (1944) et le film documentaire Berlin (1945)
- Evgueni Samoïlov : pour le rôle dans le film Six heures du soir après la guerre (1944)
- Constantin Sergueïev : pour les activités artistiques des dernières années
- Constantin Simonov : pour le roman Les Jours et les nuits (Дни и ночи)
- Alekseï Sourkov : pour les chansons patriotiques
- Georgi Sviridov : trio pour piano
- Vassili Toporkov : pour le rôle dans le spectacle Exploration profonde d'Aleksandr Kron
- Semion Tchernetsky : pour son défilé du Jour de la Victoire de 1945 et ses compositions de marches
- Evgueni Voutchetitch : sculpteur, pour le monument du général Ivan Tcherniakhovski
- Wanda Wasilewska : écrivain, pour la nouvelle Simplement l'amour (Po prostu miłość)
- Sergo Zakariadze : pour le rôle dans le film Georges Saakadzé
- Rostislav Zakharov : pour la mise en scène de Cendrillon de Sergueï Prokofiev
- Alexandre Zgouridi : réalisateur

#### 1947
- Nikolaï Bogolioubov : pour le rôle dans le spectacle Les Vainqueurs de Boris Tchirskov
- Alexandre Borissov : pour le rôle dans la pièce Pour ceux en mer de Boris Lavrenev
- Nikolaï Boudachkine : pour la Rapsodie russe, La Fantaisie sur le thème de la chanson folklorique russe et Iarmarka
- Vissarion Chebaline : cantate Moscou
- Aleksei Dikij : pour le rôle dans le film Amiral Nakhimov
- Natalia Doudinskaïa : pour le ballet Cendrillon de Serge Prokofiev
- Viktor Eisymont : pour le film Le Croiseur Variague
- Gustav Ernesaks : pour une série de concerts (1947)
- Mikheil Gelovani : pour le rôle dans le film Pitsi
- Elena Gogoleva : rôle dans le spectacle Pour ceux qui sont en mer (Boris Lavrenev)
- Anatoli Golovnya : photographie du film Amiral Nakhimov (1946)
- August Jakobson : pour la pièce La vie à la citadelle (1946)
- Roman Karmen : pour le film Le Jugement des peuples (1947)
- Nikolaï Krioukov : compositeur, pour la musique de film Amiral Nakhimov (1946)
- Leonid Lavrovski : pour la mise en scène du spectacle Roméo et Juliette
- Olga Lepechinskaïa : pour le rôle dans le ballet Flammes de Paris
- Boris Livanov : pour le rôle de capitaine Roudnev dans le film Le Croiseur Varyag (1946)
- Vassili Merkouriev : rôle (Oulanov) dans le film Glinka (1946)
- Igor Moïsseïev : pour la mise en scène du spectacle Danses des peuples slaves
- Salomėja Nėris : pour le poème Tėvynė (prix accordé à titre posthume)
- Viktor Nekrassov : pour le roman Dans les tranchées de Stalingrad
- Nikolaï Okhlopkov : pour la mise en scène du spectacle La Jeune Garde
- Vera Panova : écrivain, pour Compagnons de voyage
- Piotr Pavlenko : pour le scénario du film Serment (1946)
- Youri Pimenov : pour la scénographie du spectacle Pour ceux qui sont en mer de Boris Lavreniov
- Boris Polevoï : pour le roman Histoire d'un homme véritable
- Vsevolod Poudovkine : pour le film Amiral Nakhimov (1946)
- Sergueï Prokofiev : sonate pour violon et piano no 1
- Alexandre Ptouchko : film La Fleur de pierre
- Evgueni Samoïlov : pour le rôle d'Oleg Kochevoï dans le spectacle La Jeune Garde
- Constantin Sergueïev : pour la chorégraphie du ballet Cendrillon de Serge Prokofiev
- Valentina Serova : pour le rôle dans le film Glinka
- Constantin Simonov : pour la pièce de théâtre La Question russe (Русский вопрос)
- Ruben Simonov : pour le rôle dans le film Amiral Nakhimov
- Lev Sverdline : pour le rôle d'Andrei Valko dans le spectacle La Jeune Guarde
- Mikhaïl Tchoulaki : pour la Symphonie no 2
- Aleksandre Tsoutsounava : pour la mise en scène du spectacle Le Dit de Tariel
- Alexandre Trifonovitch Tvardovski : écrivain
- Sergueï Vassilenko : suite Mirandoline
- Dmitri Vassiliev : pour le film Amiral Nakhimov (1946)
- Evgueni Voutchetitch : sculpteur, pour le monument du général Mikhaïl Efremov à Viazma
- Andreï Vychinski : Théorie des preuves judiciaires

#### 1948
- Boris Andreïev : pour le rôle dans le film Le Dit de la terre sibérienne
- Boris Assafiev : écrivain, monographie sur Glinka
- Mikhaïl Astangov : rôle de Makferson dans le film La Question russe de Mikhaïl Romm
- Boris Barnet : pour le film L'Exploit d'un éclaireur
- Mikhaïl Boubennov : pour le premier volet du roman de guerre Le Bouleau argenté (1948).
- Ievgueni Brusilovski : compositeur, pour la cantate Kazakhstan soviétique
- Alekseï Chtchoussev : architecte, pour le projet de Théâtre Mir Alisher Navoï de Tachkent
- Marc Donskoï : réalisateur du film L'Institutrice du village (1947)
- Vladimir Droujnikov : pour le rôle dans le film Le Dit de la terre sibérienne
- Ilya Ehrenbourg : écrivain, pour le roman La Tempête (1947)
- Gara Garayev : poème symphonique Leyli et Majnun
- Reinhold Glière : quatuor à cordes no 4
- Alexandre Goedicke : pour une série de concerts
- Elena Gogoleva : rôle dans le spectacle La grande force (Boris Romachov)
- Iouri Guerman : pour le scénario du film Pirogov
- Oles Hontchar : pour les deux premiers volumes du roman Porte-drapeaux (1946-1947)
- Adil Isgandarov, pour la mise en scène de la pièce Le matin de l'Orient d'Anvar Mammadkhanli
- August Jakobson, pour la pièce Combattre sans la ligne de front (1947)
- Pavel Kadotchnikov : rôle de major Fedotov dans le film L'Exploit d'un éclaireur (1948)
- Emmanuil Kazakevitch : pour la nouvelle L’Étoile (1947)
- Berdy Kerbabayev : pour le roman Un pas décisif (1940-1947)
- Kirill Kondrachine : chef d'orchestre pour le spectacle Le Pouvoir de l'ennemi
- Ilya Kopaline : pour le film Jour du pays victorieux (День победившей страны)
- Grigori Kozintsev : pour le film Pirogov
- Elena Kouzmina : rôle dans le film La Question russe (1947)
- Nikolaï Krioukov : compositeur, pour la musique de film Le Dit de la terre sibérienne (1947)
- Marina Ladynina : pour le rôle dans le film Le Dit de la terre sibérienne (1947)
- Vera Maretskaïa : premier rôle (Varvara) dans le film L'Institutrice du village (1947)
- Boris Mokrousov : compositeur
- Andreï Moskvine : pour la photographie du film Pirogov
- Anatoli Novikov : pour l'Hymne de la jeunesse démocratique du monde
- Sergueï Ouroussevski : pour la photographie du film L'Institutrice du village
- Vera Panova : pour le roman Kroujilikha
- Piotr Pavlenko : pour le roman Le Bonheur (1947)
- Ivan Pyriev : pour la direction du film Le Dit de la terre sibérienne
- Herbert Rappaport : pour le film Elu tsitadellis (1947)
- Mikhaïl Romm : pour le film La Question russe (1947)
- Anatoli Sofronov : pour la pièce de théâtre Dans une ville (1946)
- Vladimir Serov : pour le tableau Lénine proclame le pouvoir soviétique
- Maria Smirnova : scénario du film L'Institutrice du village
- Anatoli Sofronov : pour la pièce de théâtre Dans une ville (В одном городе, 1946)
- Jānis Sudrabkalns : pour le recueil de poèmes Dans le foyer fraternel (1947)
- Mikhaïl Tchoulaki : pour le ballet Fiancé imaginaire d'après Carlo Goldoni
- Boris Tenine : pour le rôle dans le film La Question russe (1947)
- Vera Vassilieva : pour le rôle dans le film Le Dit de la terre sibérienne
- Nikolaï Virta : pour la pièce Khleb nach nasouchtchny (Хлеб наш насущный)
- Evgueni Voutchetitch : sculpteur, pour le monument du maréchal Vassili Tchouïkov
- Kamil Yarmatov : pour le film Alicher Navoï (ru) (1947)

#### 1949
- Vassili Ajaïev : pour le roman Loin de Moscou (1948)
- Fikret Amirov : pour les mughams symphoniques Kürd ovşarı et Şur
- Alexander Arutiunian : cantate La mère Patrie
- Vassili Ajaïev : écrivain, pour Loin de Moscou (1949)
- Moukhtar Aouézov : pour le roman Abaï
- Leonid Baratov : pour la mise en scène de l'opéra Boris Godounov
- Grigori Belov : pour le rôle principal dans le film Mitchourine
- Nikolaï Bogolioubov : pour le rôle dans le spectacle La Rue verte d'Anatoli Sourov
- Nikolaï Boudachkine : pour la Doumka, Fantaisie russe et Deuxième Rapsodie
- Amvrosy Buchma : pour le rôle principal dans le spectacle Makar Doubrava d'Alexandre Korneitchouk
- Stepan Chtchipatchev : pour le recueil de poèmes (1948)
- Aleksei Dikij : pour la mise en scène du spectacle Caractère moscovite
- Alexeï Douchkine : pour le projet d'architecte de l'immeuble Tour du ministère soviétique de l'industrie lourde
- Natalia Doudinskaïa : pour le ballet Raymonda d'Alexandre Glazounov
- Konstantin Fedine : pour les romans Les premières joies (1945) et L'été extraordinaire (1948)
- Fiodor Fedorovski : pour la scénographie du spectacle Boris Godounov
- Grigory Ginzburg : pianiste, pour une série de concerts
- Feodor Vasilyevich Gladkov : écrivain, pour Histoire de mon enfance (1949?)
- Elena Gogoleva : rôle dans le spectacle Caractère moscovite (Anatoli Safonov)
- Nikolaï Golovanov : pour le spectacle d'opéra Boris Godounov de Modeste Moussorgski
- Sergueï Gourzo : rôle dans La Jeune Garde (1948)
- Roman Grigoriev : pour le film documentaire La Sauvegarde du monde (1948)
- Alexandre Guerassimov : pour le tableau Iossif Staline près du cercueil d'Andreï Jdanov
- Sergueï Guerassimov : pour le film La Jeune Garde (1948)
- Oles Hontchar : pour le troisième volume du roman Porte-drapeaux (1948)
- Tatiana Iablonskaïa : pour le tableau Le Pain (1949)
- Mikhaïl Issakovski : pour le recueil Chants et poèmes
- Konstantin Ivanov : chef d'orchestre
- Olga Jiznieva : rôle dans le film Tribunal d'honneur (1949)
- Dmitri Kabalevski : concerto pour violon et orchestre (1948)
- Pavel Kadotchnikov : rôle de Meressiev dans l'Histoire d'un homme véritable (1948)
- Iakoub Kolas : pour le poème Cabane de pêcheur (1947)
- Kirill Kondrachine : chef d'orchestre pour le spectacle La Fiancée vendue
- Ilya Kopaline : pour le film Albanie nouvelle (Новая Албания)
- Oleksandr Korniychuk : pour la pièce Makar Dubrava (1948)
- Ivan Kozlovski : pour réalisations exceptionnelles dans le domaine de l'art vocal et dramatique
- Vilis Lācis : écrivain letton pour l'épopée Tempête (Vētra 1946-1948)
- Boris Livanov : pour le rôle de Roubtsov dans le spectacle Une rue verte d'Anatoli Sourov.
- Samouil Marchak : pour la traduction des Sonnets de William Shakespeare
- Vassili Merkouriev : pour le rôle dans le film Histoire d'un homme véritable
- Nonna Mordioukova : rôle dans La Jeune Garde (1948)
- Nikolaï Nikitine : écrivain, pour le roman Aurore du nord
- Nikolaï Okhlopkov : rôle de Vorobiov dans l'Histoire d'un homme véritable (1948)
- Vera Panova : écrivain, pour The Bright Shore
- Boris Polevoï : pour le recueil de nouvelles Nous autres soviétiques (1948)
- Mikhaïl Possokhine : pour la conception du gratte-ciel d'habitation place Koudrinskaïa de Moscou
- Mark Reizen : pour le spectacle d'opéra Boris Godounov de Modeste Moussorgski
- Fiodor Rechetnikov (ru) : peintre, pour les tableaux Généralissime de l'Union Soviétique I.V.Staline et Arrivé pour les vacances
- Faïna Ranevskaïa : actrice
- Sviatoslav Richter: pianiste classique
- Abram Room : réalisateur, pour le film Tribunal d'honneur (1949)
- Lev Roudnev : pour le projet du bâtiment principal de l'université d'État de Moscou
- Anna Sakse : pour le roman Pret kalnu (1948)
- Igor Savtchenko : pour le film Le Troisième Coup (1948)
- Constantin Sergueïev : pour la chorégraphie du ballet Raymonda d'Alexandre Glazounov
- Constantin Simonov : pour le recueil de poèmes Les Amis et les ennemies (Друзья и враги)
- Anatoli Sofronov : pour la pièce de théâtre Le caractère moscovite (Московский характер, 1948)
- Aleksandr Stolper : direction du film Histoire d'un homme véritable
- Lev Sverdline : pour le rôle d'Andrei Vereiski dans le spectacle La Loi d'honneur
- Dmitri Tchetchouline : pour le projet d'Immeuble Zariadié
- Boris Tchirkov : rôle de Vereiski dans le film Tribunal d'honneur (1949)
- Semyon Tchouikov : pour le tableau Suite kolkhozienne Kirghize
- Nikolaï Tikhonov : pour le recueil de poésies Printemps géorgien (1948)
- Moukan Toulebaev : pour l'opéra Birjan et Sara
- Vassili Vainonen : chorégraphie du spectacle La Fiancée vendue
- Ivan Vassilenko : écrivain, pour La Petite Étoile
- Nikolaï Virta : pour la pièce Le Complot des condamnés (Заговор обречённых)
- Evgueni Voutchetitch : sculpteur, pour le monument du héros du travail socialiste Nazarali Niyazov et du héros de l'Union soviétique Timofeï Khrioukine

#### 1950
- Sadriddin Aini : pour le recueil d'écrits autobiographiques Boukhara
- Boris Alexandrov : pour une série de concerts avec les Chœurs de l'Armée rouge
- Grigori Alexandrov : pour le film Rencontre sur l'Elbe
- Boris Andreïev : pour le rôle dans le film La Chute de Berlin
- Dimitri Arakichvili : pour le thème musical du film Bouclier de Djourgaï
- Mikhaïl Astangov : rôle dans le spectacle Complot des condamnés de Nikolaï Virta
- Liu Baiyu, écrivain
- Leonid Baratov : pour la mise en scène de l'opéra Mazeppa
- Agnia Barto : pour le recueil Poèmes pour enfants
- Boris Bibikov : pour la mise en scène du spectacle Je veux rentrer chez moi de Sergueï Mikhalkov
- Iakov Bielopolski : pour le Mémorial soviétique au Parc de Treptow
- Nikolaï Bogolioubov : pour le rôle dans le spectacle L'Ombre d'un autre
- Alexandre Borissov, pour le rôle dans le film Ivan Pavlov
- Bul-Bul : pour l'interprétation de la musique folklorique azérie
- Dmitri Chostakovitch : Chant de la forêt - La Chute de Berlin pour chœur
- Grigori Eisenberg (ru) : directeur de photographie, pour le film La Bataille de Stalingrad
- Aleksei Dikij : pour le rôle de Staline dans le film Troisième coup
- Boris Dolin : pour le film L'Histoire d'un anneau (9148)
- Vladimir Droujnikov : pour le rôle dans le film Konstantin Zaslonov
- Boris Efimov : pour les caricatures politiques
- Alexandre Feinzimmer : pour le film Konstantin Zaslonov (1949)
- Fiodor Fedorovski : pour la scénographie du spectacle Sadko
- Vladimir Gaïdarov : pour le rôle de Friedrich Paulus dans La Bataille de Stalingrad
- Mikheil Gelovani : pour le rôle dans le film La Chute de Berlin
- Fiodor Gladkov, pour le roman Histoire de mon enfance (1949)
- Reinhold Glière : The Bronze Horseman
- Nikolaï Golovanov : pour le spectacle d'opéra Sadkode Nikolaï Rimski-Korsakov
- Anatoli Golovnya : photographie du film Joukovski (1950)
- Sergei Grigoriev : peintre, pour le tableau Admission dans le Komsomol (1949)
- Alexandre Iachine : pour le poème Alena Fomina
- Vassili Iefanov (ru) pour le travail collectif sur le tableau Peredovye liudi Moskvy i Kremlia
- Rafael Israelyan et Serguei Merkurov pour la réalisation du monument Mère Arménie
- Jānis Ivanovs : pour la Syphonie nº 6 Latgalian (1949)
- Ivan Joltovski : pour le projet d'architecte de l'immeuble au no 11 sur Leninski prospekt
- Artur Kapp : pour la Symphonie no 4 Noortesümfoonia (symphonie de la jeunesse)
- Emmanuil Kazakevitch : pour le roman Le Printemps sur l'Oder
- Lev Kerbel : pour le bas-relief Vladimir Lénine et Iossif Staline - les fondateurs et les dirigeants de l'état soviétique
- Aram Khatchatourian : pour la musique du film de La Bataille de Stalingrad
- Sviatoslav Knouchevitski : pour une série de concerts
- Boris Lavrenev : pour la pièce La Voix de l'Amérique
- Leonid Lavrovski : pour la mise en scène du ballet Le Pavot rouge
- Evgueni Lebedev : pour le rôle de Staline dans le spectacle D'une étincelle de Shalva Dadiani
- Olga Lepechinskaïa : pour le rôle de Taï-Choa dans le ballet Le Pavot rouge de Vassili Tikhomirov
- Boris Livanov : pour le rôle de professeur Troubnikov dans le spectacle l'Ombre d'un autre de Constantin Simonov
- Nikolaï Miaskovski : sonate no 2 pour violoncelle et piano
- Alexandre Mikhaïlov : rôle dans le spectacle Je veux rentrer chez moi
- Sergueï Mikhalkov : pour les poèmes Je veux rentrer chez moi et Ilia Golovine
- Lev Ochanine : pour les chansons du film Jeunesse du monde de József Kiss et Arsha Ovanessova (Юность мира, 1949)
- Lioubov Orlova : pour le rôle dans le film Rencontre sur l'Elbe (1949)
- Georg Ots : pour le premier rôle dans l'opéra Eugène Onéguine
- Galina Oulanova : pour le rôle de Taï-Choa dans le ballet Le Pavot rouge de Vassili Tikhomirov
- Vera Panova : pour le roman Clair rivage (1949)
- Mikhaïl Papava : pour le scénario du film Ivan Pavlov
- Piotr Pavlenko : pour le scénario du film La Chute de Berlin (1949)
- Ivan Petrov : pour le rôle de Kotchoubeï dans le spectacle d'opéra Boris Mazeppa de Piotr Ilitch Tchaïkovski
- Vladimir Petrov : : pour le scénario du film La Bataille de Stalingrad
- Youri Pimenov : pour la scénographie du spectacle Une large steppe de Nikolaï Vinnik
- Andreï Popov : pour le rôle de Sliozkine dans le spectacle Une large steppe de Nikolaï Vinnik
- Alekseï Popov : pour la mise en scène du spectacle Large steppe de Nikolaï Vinnikov
- Olga Pyjova pour la mise en scène du spectacle Je veux rentrer chez moi de Sergueï Mikhalkov
- Youli Raizman : pour le film Rainis (1949)
- Sviatoslav Richter : pour une série de concerts
- Grigori Rochal : pour le film Ivan Pavlov (1949)
- Maxime Rylski : pour la traduction ukrainienne du poème de Adam Mickiewicz Pan Tadeusz
- Constantin Simonov : pour la pièce de théâtre l'Ombre d'un autre (Чужая тень)
- Ruben Simonov : pour la mise en scène du spectacle Complot des condamnés de Nikolaï Virta
- Alexandre Tchakovski :- pour le roman Il est déjà matin chez nous (1949)
- Nikolaï Tcherkassov : pour le rôle dans le film Bon vent
- Vladimir Tchestnokov : pour le rôle dans le film Ivan Pavlov (1949)
- Mikhaïl Tchiaoureli : pour le film La Chute de Berlin
- Mikhaïl Tchoulaki : pour le ballet Jeunesse
- Édouard Tissé : pour la photographie du film Rencontre sur l'Elbe
- Gueorgui Tovstonogov : pour la mise en scène du spectacle De l'étincelle...
- Vsevolod Vichnevski : pour la pièce L'Inoubliable Année 1919 (1949)
- Pavlo Virsky : pour les chorégraphies des Chœurs de l'Armée rouge
- Nikolaï Virta : pour le scénario de La Bataille de Stalingrad (Сталинградская битва)
- Evgueni Voutchetitch : sculpteur, pour le Mémorial soviétique du Treptower Park
- Alexandre Zgouridi : réalisateur, pour le film Histoire de forêt (Лесная быль, 1949)

#### 1951
- Grigol Abachidze : pour les poèmes À la frontière Sud (1949) et Lénine à Samgori (1950)
- Vardan Ajemian : pour la mise en scène de Une Héroïne de Haro Stepanian à l'opéra d'Erevan
- Anatoli Alexandrov : pour la suite Fidélité
- Mikhaïl Astangov : pour le rôle de Scott dans le film Ils ont une Patrie (1949)
- Boris Babotchkine : pour le rôle de Lavrov dans le film La Grande force
- Arno Babajanian : Ballade héroïque
- Vladimir Balachov : pour le rôle de Mili Balakirev dans le film Moussorgski (1950)
- Leonid Baratov : pour la mise en scène de l'opéra La Khovanchtchina
- Vladimir Belokourov : pour le rôle dans le film Joukovski (1950)
- Olga Bergholtz : pour le poème Pervorossiisk (1950)
- Mark Bernes : pour le rôle de Umara-Magomet dans le film Loin de Moscou (1950)
- Alexandre Borissov, pour le rôle dans le film Alexandre Popov
- Stepan Chtchipatchev : pour le poème Pavlik Morozov (1950)
- Zara Dolukhanova : pour une série de concerts
- Natalia Doudinskaïa : pour le spectacle Chourale (Ali-Batyr) de Färit Yarullin
- Isaac Dounaïevski : musique du film Les Cosaques de Kouban
- Boris Efimov : pour l'album de dessins Pour la paix, contre les instigateurs de guerre (1950)
- Viktor Eisymont : pour le film Alexandre Popov
- Georges Emin : pour le recueil La nouvelle route (1949)
- Nikolaï Erdman : pour le scénario du film Les Audacieux
- Fridrikh Ermler : pour le film La Grande force
- Gustav Ernesaks : pour l'opéra Le rivage des tempêtes (1949)
- Alexandre Feinzimmer, pour le film Ils ont une patrie (1949)
- Fiodor Fedorovski : pour la scénographie du spectacle La Khovanchtchina
- Bruno Freindlich : pour le film Alexandre Popov (rôle de Guglielmo Marconi).
- German Galynin : Poème épique
- Gohar Gasparyan : pour le rôle dans l'opéra Une Héroïne de Haro Stepanian
- Fiodor Gladkov : pour le roman Volnitsa (1950)
- Nikolaï Golovanov : pour le spectacle d'opéra La Khovanchtchina de Modeste Moussorgski
- Anatoli Golovnia : pour le film Joukovski (1950)
- Sergueï Gourzo : rôle dans Les Audacieux (1950)
- Alexeï Gribov : pour le rôle de Voronov dans le film Les Audacieux
- Sergei Grigoriev : peintre, pour le tableau Débat autour d'une mauvaise note
- Roman Grigoriev : pour le film documentaire Gloire au travail (1949)
- Aleksandras Gudaitis-Guzevičius : écrivain, pour Kalvio Ignoto teisybė (The truth of blacksmith Ignotas)
- Igor Gueleine : directeur de la photographie pour Les audacieux (1950)
- Sergueï Guerassimov : pour le film La Chine nouvelle (1950)
- Tatiana Iablonskaïa : pour le tableau Le Printemps (1950). Huile sur toile.
- Igor Ilinski : pour le rôle dans le spectacle L'inoubliable 1919
- Leonid Jacobson : pour le ballet Shuralé
- Nikolaï Joukov : pour les illustrations d'Un homme véritable de Boris Polevoï
- Dmitri Kabalevski : opéra Famille de Taras
- Pavel Kadotchnikov : rôle de Kovchov dans le film Loin de Moscou (1950)
- Mikhaïl Kalatozov : pour le film Le Complot des condamnés
- Lev Kassil : pour la nouvelle La Rue du fils cadet
- Valentina Kibardina : pour le rôle de Tatiana Berseneva dans le spectacle Razlom de Boris Lavrenev
- Semion Kirsanov : pour le poème Makar Mazai (1950)
- Ilya Kopaline : pour le film La renouvellement de la terre (Обновление земли)
- Oleksandr Korniychuk : pour la pièce Aubarade (1950)
- Koukryniksy : pour la série de caricatures politiques et les illustrations du roman La Mère de Maxime Gorki
- Elena Kouzmina : rôle dans le film Mission secrète (1950)
- Kandrat Krapiva : pour la pièce Une alouette chante (1950)
- Marina Ladynina : pour le rôle dans le film Les Cosaques de Kouban (1949)
- Klara Loutchko : pour le rôle de Daria Chelest dans le film Les Cosaques de Kouban (1949)
- Samouil Marchak : pour le recueil Poésies pour enfants
- Vera Maretskaïa : pour le rôle dans le spectacle Les Aubes sur Moscou d'Anatoli Sourov
- Sergueï Merkourov : pour la statue monumentale de Staline à Erevan
- Nikolaï Miaskovski : symphonie no 27 - quatuor à cordes no 13
- Vera Moukhina : pour la sculpture Nous exigeons la Paix
- Vano Mouradeli : pour l'Hymne de l'Union internationale des étudiants
- Veli Mukhatov : pour la Suite de Turkménistan
- Niazi : pour une série de concerts
- Galina Nikolaïeva : pour le roman La Moisson (1950)
- Tatiana Nikolaïeva : pour la composition d'un concerto pour piano avec orchestre
- Lev Nikouline : roman Les Fils fidèles de la Russie (России верные сыны, 1950)
- Gueorgui Nisski : pour les tableaux Le Port d'Odessa et Paysage avec le Phare
- Nikolaï Okhlopkov : pour le rôle dans le film Loin de Moscou
- Ivan Petrov : pour le rôle de Dossifeï dans le spectacle d'opéra La Khovanchtchina de Modeste Moussorgski
- Sofia Piliavskaïa : pour le rôle dans le film Le Complot des condamnés (1950)
- Nikolaï Pogodine : pour le scénario du film Les Cosaques de Kouban (1949)
- Alekseï Popov : pour la mise en scène du spectacle Drapeau d'amiral d'Alexandre Stein
- Vsevolod Poudovkine : pour le film Joukovski (1950)
- Sergueï Prokofiev : oratorio On Guard for Peace
- Ivan Pyriev : pour le film Les Cosaques de Kouban (1949)
- Mark Reizen : pour le spectacle d'opéra La Khovanchtchina de Modeste Moussorgski
- Faïna Ranevskaïa : pour le rôle de Frau Wurst dans le film Ils ont une Patrie (1949)
- Herbert Rappaport : pour le film Aleksandr Popov (1949)
- Fiodor Rechetnikov (ru) : pour le tableau Pour la Paix (1950)
- Grigori Rochal : pour le film Moussorgski (1950)
- Mikhaïl Romm : direction du film Mission secrète (1950)
- Mstislav Rostropovitch : violoncelliste
- Saïd Roustamov : pour les chansons Komsomol, Sürəyya, Je vote pour la paix et Sumqayıt
- Anatoli Rybakov : pour le roman Les Conducteurs (Водители)
- Constantin Sergueïev : pour le rôle d'Ali-Batyr dans le ballet Shuralé de Färit Yarullin
- Vladimir Serov : pour le tableau Lénine recevant une délégation de paysans
- Ādolfs Skulte : pour la musique du film Rainis (1949)
- Alekseï Sourkov : pour la recueil de poèmes La Paix pour le Monde
- Sergueï Stoliarov : pour le rôle de Rogov dans le film Loin de Moscou (1950)
- Alexandre Stolper : direction du film Loin de Moscou (1950)
- Lev Sverdline : pour le rôle dans le film Loin de Moscou (1950)
- Otar Taktakichvili : symphonie no 1
- Nikolaï Tcherkassov : pour le film Alexandre Popov (rôle d'Alexandre Popov).
- Semyon Tchouikov : pour les tableaux Un matin du sovkhoze, Au pied du Tian Shan et Dans les champs de ma Patrie
- Teofilis Tilvytis : poème Usnynė
- Serafim Toulikov : pour la composition des chansons
- Iouri Trifonov : écrivain, pour Les Étudiants
- Dmitri Vassiliev : pour le film Joukovski (1950)
- Vera Vassilieva : pour le rôle d'Olga Stepanova dans le spectacle Un mariage avec dot de Nikolaï Diakonov
- Alexandre Vertinski : pour le rôle de cardinal Birnch dans le film Le Complot des condamnés
- Konstantin Youdine : pour le film Les Audacieux
- Iouri Zavadski : pour l'adaptation de Les Aubes sur Moscou d'Anatoli Sourov
- Vladimir Zeldine : pour le rôle dans le spectacle Drapeau d'amiral d'Alexander Stein
- Inna Zoubrovskaïa : pour le rôle dans le ballet Chouralé de Färit Yarullin

#### 1952
- Mukhtar Ashrafi : pour la cantate Le Chant du Bonheur
- Qəmər Almaszadə : pour le spectacle Gulshenéé
- Leonid Baratov : pour la mise en scène de l'opéra La famille de Tarass
- Vladimir Beliaïev : écrivain, pour la trilogie La Vieille Forteresse
- Serge Bondartchouk : pour le rôle dans les films Taras Chevtchenko (1951) et Le Chevalier à l'étoile d'or (1950)
- Vladimir Braun : pour le film Les Jours de paix (1950)
- Daniil Chafran : pour une série de concerts
- Iouri Chaporine : romances pour voix et piano
- Dmitri Chostakovitch : dix poèmes pour chœur, op. 88
- Alekseï Chtchoussev : architecte, pour le projet de la station métro Komsomolskaïa
- Andriy Shtoharenko : suite symphonique En souvenir de Lesya Ukrainka
- Ivan Efremov : pour son livre La Taphonomie et la chronique géologique
- Djovdat Hadjiyev : poème symphonique Pour la paix
- Rassoul Gamzatov : pour le recueil de poèmes Année de ma naissance
- Boris Gmyria : pour une série de concerts
- Boris Gorbatov : pour le scénario du film Les Mineurs du Donetsk (1950)
- Alexeï Gribov : pour le rôle dans le spectacle Les Fruits de la science d'après Léon Tolstoï
- Sylva Kapoutikian : pour le recueil Mes intimes (Мои родные, 1951)
- Roman Karmen : pour le film Turkménistan soviétique
- Tikhon Khrennikov : pour la musique du film Les Mineurs du Donetsk (1950)
- Boris Kimiagarov : pour le film Tadjikistan soviétique (1951)
- Pavel Korine : pour les mosaïques de la station de métro Komsomolskaïa
- Vilis Lācis : pour son roman Vers le nouveau rivage (Uz jauno krastu, 1952)
- Iouri Levitine : compositeur, pour l'oratorio Les lumières de la Volga (1951)
- Boris Liatochinski : musique du film Taras Chevtchenko (1950)
- Ding Ling : pour son roman Le Soleil illumine le fleuve Sanggan (1948)
- Iouri Lioubimov : pour le rôle dans le spectacle Egor Boulytchev et les autres
- Leonid Loukov : pour le film Les Mineurs du Donetsk (1950)
- Guéorgui Markov : pour le roman Les Strogov (vol.1-2, 1939-1946)
- Pavel Massalski : pour le rôle dans le spectacle Les Fruits de la science
- Vassili Merkouriev : rôle (Gorovoï) dans le film Les Mineurs du Donetsk (1950)
- Igor Moïsseïev : pour les chorégraphies de l'ensemble de danse traditionnelle
- Vera Moukhina : pour la statue de Maxime Gorki à la place de Biélorussie à Moscou
- Veli Mukhatov : compositeur, pour le poème symphonique Ma Patrie
- Niazi : pour son travail de chef d'orchestre lors du ballet Gülşən
- Pablo Neruda : prix Staline international pour la Paix
- Nikolaï Nossov : pour la nouvelle Vitia Maleev à l'école et à la maison (1951)
- Valentina Osseïeva (ru) pour la trilogie Vassek Troubatchev et ses camarades
- Georg Ots : pour le rôle dans le film Valgus Koordis (1951)
- Sergueï Ouroussevski : photographie du film Le Chevalier à l'étoile d'or
- Youli Raizman : réalisateur du film Le Chevalier à l'étoile d'or
- Natan Rakhline : pour une série de concerts
- Herbert Rappaport : pour le film Valgus Koordis (1951)
- Igor Savtchenko : pour le film Tarass Chevtchenko (1951)
- Juhan Smuul : pour le recueil Vers. Poèmes (1951)
- André Stil : pour son roman Le Premier Choc (1951)
- Otar Taktakichvili : concerto pour piano no 1
- Vassili Toporkov : pour le rôle dans le spectacle Les Fruits de la science de Léon Tolstoï
- Gueorgui Tovstonogov : pour la mise en scène du spectacle Chemin d'immortalité
- Antanas Venclova : écrivain, pour Rinktinė
- Wanda Wasilewska : écrivain, pour la trilogie Chanson sur l'eau (Pieśń nad Wodami).
- Nikolaï Zadornov : écrivain, pour les romans Amour-batiouchka, Kraï lointain, Vers l'océan
- Sergo Zakariadze : pour le rôle de Gigauri dans la pièce Son Étoile de Ilya Mosashvili
- Boris Zakhava : pour la mise en scène du spectacle Egor Boulytchev et les autres de Maxime Gorki

### Prix d'État de l'URSS en sciences et ingénierie

#### 1964
- Hanon Izakson

#### 1967
- Vladimir Tchelomeï : création de missile

#### 1968
- Pavel Soloviev : création de moteur

#### 1970
- Aleksandr Berezniak (en) : création des missiles (KSR-5 et Kh-28)

#### 1971
- Aleksandr Berezniak (en) : création du missile (Kh-22M)

#### 1974
- Boris Babaïan
- Vladimir Tchelomeï : création de missile

#### 1975
- Igor Selezniov (ru) : création du missile (Kh-22MA)
- Sergei Vonsovsky : science physique

#### 1977
- Pavel Tcherenkov : science physique
- Youri Knorozov : pour son apport considérable dans la compréhension et le déchiffrement de l’écriture maya
- Igor Selezniov (ru) : création du missile (KSR-5P)

#### 1980
- Grigori Eisenberg (ru) : conception d'antennes radioélectriques
- Mikhaïl Possokhine, pour le projet d'architecte de Troparevo-Nikoulino

#### 1982
- Alexeï Abrikossov : science physique
- Vladimir Tchelomeï : création de missile
- Sergueï Vonsovski : science physique

#### 1983
- Igor Spassky
- Boris Iakovlevitch Zeldovitch : science physique

#### 1984
- Jaurès Alferov : science physique
- Nikolaï Bogolioubov : science physique
- Igor Selezniov (ru) : création du missile (Kh-59)
- Mark Chévéliov : aviation
- Ilia Vekoua : mathématicien
- ??? : pour le sous-marin classe Kilo Varchavianka

#### 1985
- Rem Khokhlov (à titre posthume) : physicien soviétique, académicien, député.

#### 1989
- Nikolay Basov : science physique

### Prix d'État de l'URSS en littérature et en arts

#### 1965
- Evgueni Gabrilovitch, pour le scénario du film Lénine en Pologne (1965)

#### 1967
- Anatoli Polianski, Dmitri Vitoukhine, Yuri Ratskevich, etc. : architecture, pour le camp Artek « Pribrezhny »
- Sergueï Ioutkevitch et Yevgeni Gabrilovich : pour le film Lénine en Pologne
- Tikhon Khrennikov : pour le cycle de concerto pour violon et violoncelle
- Viktor Rozov : pour l'adaptation de la pièce Une histoire ordinaire d'après Ivan Gontcharov
- Otar Taktakichvili : pour l'oratorio Chota Roustavéli
- Vytautas Žalakevičius, Donatas Banionis, Bruno O'Ya et Jonas Gritsius : pour le film Personne ne voulait mourir

#### 1968
- Evgueni Lebedev : pour le rôle dans le spectacle Les Petits Bourgeois de Maxime Gorki
- Georg Ots, pour le programme de concerts des années 1965-1966 et 1966-1967
- Gueorgui Tovstonogov : pour la mise en scène du spectacle Les Petits Bourgeois de Maxime Gorky

#### 1969
- Boris Tchaïkovski, pour la Symphonie nº 2 (1967)

#### 1970
- Boris Livanov : pour les rôles au théâtre et au cinéma et les mises en scène des dernières années
- Stanislav Rostotski, Boris Doulenkov, Nina Menchikova, Gueorgui Polonski, et Vyacheslav Tikhonov, pour le film Vivons jusqu'à lundi (1968)
- Pavlo Virsky, pour une série de concerts de 1966-1969

#### 1971
- Sergueï Guerassimov, Vladimir Rapoport, Pyotr Galadzhev, Oleg Zhakov, Vassili Choukchine, et Natalia Belokhvostikova : pour le film Au bord du lac Baïkal (1969)
- Vadim Kojevnikov : pour les nouvelles Piotr Riabinkine (1968) et L'Unité spéciale (1969)
- Kandrat Krapiva : pour son travail de recherche en lexicographie
- Alexandre Trifonovitch Tvardovski : littérature

#### 1972
- Boris Efimov : pour les affiches et caricatures politiques
- Alexeï Loktev, pour le rôle de Pavel Kortchaguine dans le spectacle Chant dramatique au théâtre Maly

#### 1973
- Khodjakouli Narliev : pour le film La Bru

#### 1974
- Veljo Tormis : pour les œuvres musicales Paroles de Lénine, Balade de la terre de Marie, Le fer maudit
- Vladimir Jeleznikov, pour le scénario du film Crank from 5th B

#### 1975
- Roman Karmen : pour les films Le Continent en feu et Chili - temps de lutte, temps d'alerte
- Stanislav Rostotski, pour le film La 359e section (1972)
- Gavriil Troïepolski, pour la nouvelle Bim chien blanc à l'oreille noire (1971),
- Mikhaïl Yanchine : pour les rôles dans les spectacles Même le plus sage se trompe et Solo pour Horloge et Carillon

#### 1976
- Gevorg Emine : pour le recueil de poèmes Le Siècle, la Terre, l'Amour (1974)
- Sergueï Mikaelian : réalisateur, pour le film La Prime (1975)
- Nina Ourgant : pour le rôle dans le film La Prime (1975)
- Vladimir Samoïlov : acteur, pour le rôle dans le film La Prime (1975)

#### 1977
- Youri Bondarev pour le roman Le Rivage (Берег)
- Émile Braguinski pour le scénario du film L'Ironie du sort (1975)
- Eldar Riazanov pour le film L'Ironie du sort (1975)
- Mikaël Tariverdiev pour la bande originale du film L'Ironie du sort (1975)

#### 1978
- Victor Astafiev pour la fable Tsar poisson (1976)
- Evgueni Beliaïev : musique, ténor, soliste des Chœurs de l'Armée rouge
- Gueorgui Danielia pour le film Mimino (Mosfilm, 1977)
- Vakhtang Kikabidze et Frounzik Mkrtchian pour leurs rôles dans le film Mimino.
- Kirill Lavrov pour le rôle dans le spectacle d'après le roman Le Don paisible de Mikhaïl Cholokhov
- Sergueï Mikhalkov pour la série satirique de communication télévisuelle Fitil
- Gueorgui Tovstonogov : pour la mise en scène du spectacle Don paisible de Mikhaïl Cholokhov
- Andreï Voznessenski pour le recueil de poésies Maître verrier (1976)

#### 1979
- Tamara Degtiareva : pour son rôle dans la série Eternal Call
- Tatiana Iablonskaïa : pour le tableau Le Lin. Huile sur toile.
- Anatoli Ivanov : pour le scénario de la série télévisée L'Appel éternel (1976)
- Vladimir Krasnopolski : pour la série L'Appel éternel
- Ivan Lapikov : pour le rôle dans le film Éternel appel (Вечный зов)
- Youri Norstein : pour les dessins animés La Renarde et le lièvre (1973), Le Héron et la cigogne (1974) et Le Hérisson dans le brouillard (1975)

#### 1980
- Fikret Amirov : pour la musique du ballet Mille et une nuit
- Dmitri Kabalevski, pour le 4e Concerto pour Piano et Orchestre (1979)
- Erlom Akhvlediani

#### 1981
- Vera Alentova : pour le rôle dans le film Moscou ne croit pas aux larmes
- Alexeï Batalov : pour le rôle dans le film Moscou ne croit pas aux larmes
- Vladimir Chaïnski : pour des chansons pour les enfants et les jeunes
- Boris Chtokolov
- Jüri Järvet, pour le rôle dans le feuilleton télévisé Data Tutashkhia (1977)
- Ekaterina Maximova : pour des rôles dans des spectacles de ballet et des téléfilms
- Vladimir Menchov : pour le film Moscou ne croit pas aux larmes
- Irina Mouraviova : pour le rôle dans le film Moscou ne croit pas aux larmes
- Rasim Ojagov, pour le film Interrogatoire (ru) (1979)
- Lev Vladimirovitch Tcherepnine, historien médiéviste (1908-1977), à titre posthume.

#### 1982
- Oles Hontchar : pour le roman Ton aube (1980)
- Rostislav Pliatt : pour ses derniers rôles au Théâtre Mossovet

#### 1983
- Tchinguiz Aïtmatov : pour le roman Une journée plus longue qu'un siècle (en russe : И дольше века длится день) publié en 1980.
- Semion Aranovitch : pour le film Les Torpilleurs
- Youri Bondarev pour le roman Le Choix (Выборр)
- Aloizs Brenčs et Oleg Rudnev : pour la série Le long chemin dans les dunes (en letton : "Ilgais ceļš kāpās" 1981)
- Ivan Dratch : pour le recueil de poésies La porte verte (en russe : Зелёные врата) (1980)
- Evgueni Gabrilovitch, Sergueï Ioutkevitch, Nikolai Nemolyayev, et Lyudmila Kusakova : pour le film Lénine à Paris (1981)
- Mikhaïl Oulianov et Iya Savvina : pour leurs rôles dans le film de Raizman La Vie privée
- Eduards Pāvuls et Lilita Ozoliņa : pour leurs rôles dans la série Le long chemin dans les dunes (Ilgais ceļš kāpās, 1981)
- Youli Raizman, en tant que réalisateur du film La Vie privée (Mosfilm, 1982)
- Ievgueni Svetlanov : pour la série de concerts d'Orchestre symphonique d’État de l'URSS 1979-1982

#### 1984
- Irina Bogatcheva, pour la série de concerts de 1981-1983
- Serge Bondartchouk : réalisateur du film Les Cloches rouges (1982)
- Vadim Ioussov : directeur de la photographie du film Les Cloches rouges (1982)
- Yossif Kobzon : pour les concerts de 1980-1983
- Valery Priomykhov : pour le rôle dans le film Les Garnements (1983)

#### 1985
- Dinara Assanova : en tant que réalisatrice du film Les Garnements (1983).
- Igor Moïsseïev : pour les nouvelles chorégraphies de l'ensemble de danse traditionnelle.
- Evgenia Zabolotskaya : pour ses travaux dans le domaine de l'acoustique non linéaire.

#### 1986
- Semion Aranovitch : réalisateur, pour le film Les Torpilleurs (Торпедоносцы, 1983)
- Iouri Bachmet : pour le programme de concerts de 1982-1985
- Valentin Berlinsky : pour le programme de Quatuor Borodine de 1982-1983
- Rolan Bykov : réalisateur, pour le film L’Épouvantail (1983)
- Lev Dodine : pour l'adaptation des Frères et Sœurs (Fiodor Abramov, 1958) et Le Foyer (Fiodor Abramov, 1978)
- Vladimir Jeleznikov, pour le scénario du film L'Épouvantail réalisé par Rolan Bykov
- Vladimir Karpov : pour la nouvelle Le Commandant de compagnie (Полководец)
- Vladimir Kraïnev : pianiste, pour le programme de concerts de 1983-1985
- Alexeï Lossev : pour son Histoire de l'esthétique classique
- Alexandre Mejirov : pour le livre Prose en vers (Проза в стихах)
- Vladimir Samoïlov : acteur, pour le rôle dans le film Pères et Fils (1983)

#### 1987
- Valentin Raspoutine
- Oleg Yankovski pour le rôle dans le film Vols entre rêve et réalité (1982)
- Evgueni Vinokourov pour les recueils poétiques Existence (Бытие) et Hypostase (Ипостась)

#### 1988
- Mikk Mikiver : mise en scène de la pièce La Couleur des nuages
- Anatoli Pristavkine : pour la nouvelle Un nuage d'or sur le Caucase
- Vladimir Zamanski : rôle dans le film La Vérification (1971)

#### 1989
- Bella Akhmadoulina pour le recueil de poésies Le jardin (1987)
- Vladimir Fedosseïev pour les programmes des concerts de l'Orchestre symphonique Tchaïkovski de la Radio de Moscou des années 1986-1988
- Revaz Gabriadze pour la mise en scène du spectacle L'automne de notre printemps (1985)
- Fazil Iskander pour le roman Sandro de Tchéguem (1973-1988)
- Valery Priomykhov et Anatoli Papanov : pour leurs rôles dans le film Cold Summer of 1953 (1988)
- Vladimir Spivakov pour les programmes des concerts Les Virtuoses de Moscou des années 1986-1988
- Arseni Tarkovski à titre posthume pour le recueil de poésies De la jeunesse au grand âge, (1987)

#### 1990
- Mieczysław Weinberg pour la Symphonie de chambre no 1, version révisée de l'opus 3 et la Symphonie de chambre no 2, version révisée de l'opus 14

#### 1991
- Victor Astafiev pour la nouvelle Зрячий посох
- Boulat Okoudjava
- Nikolaï Nekrassov pour les derniers programmes de l’Orchestre académique de musique traditionnelle russe de la VGTRK (Академический оркестр русских народных инструментов ВГТРК)